# Corbettia graminis
Corbettia graminis là một loài côn trùng cánh nửa trong họ Aleyrodidae, phân họ Aleyrodinae.
Corbettia graminis được Mound miêu tả khoa học đầu tiên năm 1965.